# George Truitt
George Truitt (* 1756 bei Felton, Kent County, Delaware Colony; † 8. Oktober 1818 ebenda) war ein US-amerikanischer Politiker und von 1808 bis 1811 Gouverneur des Bundesstaates Delaware.

## Frühe Jahre und politischer Aufstieg
George Truitt genoss eine private Erziehung und wuchs auf einer großen Farm auf. Im Jahr 1787 war er Mitglied der Versammlung, die für den Staat Delaware die US-Verfassung ratifizierte. Zwischen 1788 und 1791 und nochmals im Jahr 1793 war er Abgeordneter im Repräsentantenhaus von Delaware und von 1802 bis 1807 war er Mitglied des Staatssenats. Im Jahr 1807 wurde er als Kandidat der Föderalistischen Partei gegen seinen späteren Nachfolger Joseph Haslet zum Gouverneur seines Staates gewählt.

## Gouverneur von Delaware
George Truitt trat seine dreijährige Amtszeit am 19. Januar 1808 an. Zu dieser Zeit hatte der Staat Delaware nach einer Volkszählung 72.674 Einwohner. Der Gouverneur musste sich zunächst mit Fragen wie der Sklaverei, der Bildungspolitik und einer Justizreform auseinandersetzen. Vor dem Hintergrund der zunehmenden Spannungen zwischen den Vereinigten Staaten und Großbritannien verpflichtete die Bundesregierung den Staat Delaware zur Ausrüstung einer etwa 1300 Mann starken Miliz. Im Gegenzug verlangte Delaware, dass der Bund Verteidigungsanlagen für fünf Städte des Staates errichtete.

## Weiterer Lebenslauf
Nach dem Ende seiner Gouverneurszeit zog sich Truitt aus der Politik zurück. Er starb im Oktober 1818. Mit seiner Frau Margaret Hodgson hatte er eine Tochter. George Truitt wurde zunächst in Felton bestattet. Im Jahr 1903 wurde er auf einen Friedhof in Frederica umgebettet.